# Самитвил (Индијана)
Самитвил (енгл. Summitville) град је у америчкој савезној држави Индијана.

## Демографија
По попису из 2010. године број становника је 967, што је 123 (-11,3%) становника мање него 2000. године.
| Група             | 2000.         | 2010.       |
| Белци             | 1.078 (98,9%) | 926 (95,8%) |
| Афроамериканци    | 3 (0,3%)      | 7 (0,7%)    |
| Азијати           | 1 (0,1%)      | 0 (0,0%)    |
| Хиспаноамериканци | 6 (0,6%)      | 20 (2,1%)   |
| Укупно            | 1.090         | 967         |